# Équipe de Belgique de hockey sur gazon en 2025
Maillots
Chronologie
Saison précédente Saison suivante
En 2025, l'équipe de Belgique de hockey sur gazon participe à la Ligue professionnelle 2024-2025, au Championnat d'Europe 2025 et à la Sultan Azlan Shah Cup 2025.

## Objectifs
- D'éviter la relégation à la Coupe des nations 2025-2026 via la Ligue professionnelle 2024-2025.

## Résumé de la saison
Le 8 janvier 2025, l'ARBH annonce que Pascal Kina, le père d'Antoine Kina rejoint le staff des Red Lions pour se consacrer à l'analyse des adversaires et aux développement des stratégies de l'équipe.
Le 6 février 2025, Shane McLeod annonce sa sélection avant le départ pour l'Argentine prévu samedi. Pour la première fois depuis les Jeux olympiques d'été de 2024 à Paris, Alexander Hendrickx et Victor Wegnez font leur retour y compris Vincent Vanasch (qui ne jouera pas avant juin). Hugo Labouchère va quant à lui honorer son tout premier appel en équipe nationale.
Le 19 février 2025, la Belgique débute sa deuxième fenêtre de la Pro League 2024/25 à Santiago del Estero en vue de la préparation de l'Euro 2025. Les Lions sont arrivés en Amérique du Sud, il y a 10 jours pour leur stage hivernal avant de disputer 2 rencontres face aux Leones et 2 face à l’Australie. Si Victor Wegnez et Alexander Hendrickx ont effectué leur grand retour dans le groupe après une pause internationale de 5 mois (ils étaient cependant en tribune pour ce premier duel), Vincent Vanasch est, de son côté, toujours absent même s’il devrait revenir aux affaires, dès le mois de mars. Cette rencontre face à l'Argentine est gagnée (3-5) avec notamment un triplé de Tom Boon qui franchit le cap des 300 buts en équipe nationale. Deux jours plus tard, après le très beau succès conquis, mercredi soir, face au pays hôte (3-5), les protégés de Shane McLeod avaient bien l’intention de remettre le couvert face aux Australiens (FIH 6) lors de leur 2e duel dans ce bloc de Pro League, à Santiago del Estero, en Argentine. Une rencontre qui permettait à Victor Wegnez d’effectuer son grand retour dans l’équipe après sa pause internationale de quasi 6 mois. Cette rencontre est remportée aux tirs au but (4-3) après le partage en temps réglemantaire (2-2). Le lendemain,après le partage face aux Australiens, les organismes étaient un peu fatigués même si le staff continuait à faire tourner son effectif (avec Gauthier Boccard et Maxime van Oost dans les tribunes). Pour leur 3e rencontre en 4 jours dans ce 2e bloc de Pro League, à Santiago del Estero, en Argentine, les joueurs belges retrouvaient le pays hôte qu’ils avaient battu 3-5 lors de la rencontre inaugurale, mercredi soir. Une nouvelle opportunité pour les hommes de Shane McLeod de poursuivre le travail de fond pour retrouver le sommet du hockey mondial et remporter à nouveau des titres avec cette nouvelle génération notamment avec Simon Vandenbroucke dans les buts et Alexander Hendrickx, de retour aux affaires après une pause internationale de 6 mois. Cette rencontre est de nouveau gagnée (0-1) avec un but de Tom Boon dans les dernières secondes. Deux jours plus tard, les Red Lions jouaient leur dernier match de la manche argentine de la Hockey Pro League. Après le match nul contre l’Australie dans leur première rencontre, les protégés de Shane McLeod comptaient bien terminer leur série sudaméricaine sur une victoire contre les australiens dans le match retour. Cette rencontre est perdue (1-3).
Le 29 mars 2025, après plus de 7 mois sur la touche, le gardien emblématique du hockey belge Vincent Vanasch a effectué son grand retour dans le groupe élargi des Red Lions après une pause plus ou moins imposée par le sélectionneur national.
Le 9 mai 2025, neuf mois après les Jeux de Paris, c’est un autre cadre des Red Lions qui a décidé de mettre un terme à sa carrière internationale. Gêné depuis plusieurs semaines par des douleurs au dos récurrentes, Gauthier Boccard (310 sélections et 21 buts), qui a remporté le fameux triptyque (Coupe du monde en 2018, Euro en 2019 et JO en 2021) a donc décidé de raccrocher, quelques mois après Felix Denayer, John-John Dohmen ou Cédric Charlier.

## Bilan de la saison
L'équipe belge:

### Ligue professionnelle 2024-2025

#### Phase de ligue
| Rang               | Équipe      | J  | V | N | SO | P  | BP | BC | +/- | Pts | Classement mondial FIH | Classement mondial FIH | Classement mondial FIH |
| Rang               | Équipe      | J  | V | N | SO | P  | BP | BC | +/- | Pts | Avant                  | Après                  | +/-                    |
| ------------------ | ----------- | -- | - | - | -- | -- | -- | -- | --- | --- | ---------------------- | ---------------------- | ---------------------- |
| Médaille d'or      | Pays-Bas    | 16 | 7 | 7 | 7  | 2  | 38 | 29 | +9  | 35  | 1                      | 1                      | 0                      |
| Médaille d'argent  | Belgique    | 16 | 8 | 4 | 2  | 4  | 53 | 39 | +14 | 30  | 4                      | 3                      | +1                     |
| Médaille de bronze | Espagne     | 16 | 8 | 3 | 2  | 5  | 39 | 28 | +11 | 29  | 8                      | 4                      | +4                     |
| 4                  | Allemagne   | 16 | 8 | 3 | 1  | 5  | 46 | 34 | +12 | 28  | 2                      | 2                      | 0                      |
| 5                  | Australie T | 16 | 8 | 3 | 0  | 5  | 42 | 32 | +10 | 27  | 6                      | 6                      | 0                      |
| 6                  | Argentine   | 16 | 7 | 2 | 0  | 7  | 28 | 32 | -4  | 23  | 7                      | 7                      | 0                      |
| 7                  | Angleterre  | 16 | 5 | 3 | 2  | 6  | 41 | 36 | +5  | 22  | 3                      | 5                      | -2                     |
| 8                  | Inde        | 16 | 6 | 0 | 0  | 10 | 34 | 38 | -4  | 18  | 5                      | 8                      | -3                     |
| 9                  | Irlande     | 16 | 1 | 1 | 0  | 14 | 22 | 75 | -53 | 4   | 9                      | 11                     | -2                     |

|  | Nation qualifiée pour la Coupe du monde 2026     |
|  | Nation reléguée à la Coupe des nations 2025-2026 |

### Euro 2025

#### Phase de groupes (Poule A)
| Rang | Équipe     | Pts | J | G | N | P | Bp | Bc | Diff |
| ---- | ---------- | --- | - | - | - | - | -- | -- | ---- |
| 1    | Pays-Bas T | 9   | 3 | 3 | 0 | 0 | 12 | 2  | +10  |
| 2    | Espagne    | 6   | 3 | 2 | 0 | 1 | 12 | 4  | +8   |
| 3    | Belgique   | 3   | 3 | 1 | 0 | 2 | 13 | 7  | +6   |
| 4    | Autriche   | 0   | 3 | 0 | 0 | 3 | 1  | 25 | -24  |

- Phase finale
- Phase de classement

#### Phase de classement (Poule C)
| Rang | Équipe     | Pts | J | G | N | P | Bp | Bc | Diff |
| ---- | ---------- | --- | - | - | - | - | -- | -- | ---- |
| 1    | Belgique   | 9   | 3 | 3 | 0 | 0 | 19 | 3  | +16  |
| 2    | Angleterre | 6   | 3 | 2 | 0 | 1 | 13 | 2  | +11  |
| 3    | Pologne P  | 3   | 3 | 1 | 0 | 2 | 2  | 12 | -10  |
| 4    | Autriche   | 0   | 3 | 0 | 0 | 3 | 1  | 18 | -17  |

### Sultan Azlan Shah Cup 2025
| Rang | Équipe     | Pts | J | G | N | P | Bp | Bc | Diff |  | Résultats  |  |   |   |   |   |   |
| ---- | ---------- | --- | - | - | - | - | -- | -- | ---- |  | ---------- |  | - | - | - | - | - |
| 1    | Belgique   | 0   | 0 | 0 | 0 | 0 | 0  | 0  | 0    |  | Belgique   |  | - | - | - | - | - |
| 2    | Allemagne  | 0   | 0 | 0 | 0 | 0 | 0  | 0  | 0    |  | Allemagne  |  |   | - | - | - | - |
| 3    | Inde       | 0   | 0 | 0 | 0 | 0 | 0  | 0  | 0    |  | Inde       |  |   |   | - | - | - |
| 4    | Irlande    | 0   | 0 | 0 | 0 | 0 | 0  | 0  | 0    |  | Irlande    |  |   |   |   | - | - |
| 5    | Malaisie H | 0   | 0 | 0 | 0 | 0 | 0  | 0  | 0    |  | Malaisie H |  |   |   |   |   | - |
| 6    | Canada     | 0   | 0 | 0 | 0 | 0 | 0  | 0  | 0    |  | Canada     |  |   |   |   |   |   |

## Les matchs
| Ligue professionnelle 2024-2025 Match 25 | Argentine                                | 3 - 5   | Belgique                                          | Santiago del Estero Hockey Club, Santiago del Estero                  |                                                                       |
| 19 février 2025 19h00                    | L. Toscani 10e · Habif 58e · Capurro 60e | (1 - 2) | 13e, 22e, 60e Boon · 31e Hellin · 50e Stockbroekx | Arbitrage : Raphaël Adrien Darren Hubach Arbitre vidéo : Sean Edwards | Arbitrage : Raphaël Adrien Darren Hubach Arbitre vidéo : Sean Edwards |
| 19 février 2025 19h00                    | Rapport                                  |         |                                                   | Arbitrage : Raphaël Adrien Darren Hubach Arbitre vidéo : Sean Edwards | Arbitrage : Raphaël Adrien Darren Hubach Arbitre vidéo : Sean Edwards |

| Ligue professionnelle 2024-2025 Match 27 | Australie                                                  | 2 - 2             | Belgique                                                      | Santiago del Estero Hockey Club, Santiago del Estero                      |                                                                           |
| 21 février 2025 19h00                    | Geddes 15e · Welch 53e                                     | (1 - 0)           | 36e, 51e Boon                                                 | Arbitrage : Sean Edwards Sophie Bockelmann Arbitre vidéo : Raphaël Adrien | Arbitrage : Sean Edwards Sophie Bockelmann Arbitre vidéo : Raphaël Adrien |
| 21 février 2025 19h00                    | Rapport                                                    |                   |                                                               | Arbitrage : Sean Edwards Sophie Bockelmann Arbitre vidéo : Raphaël Adrien | Arbitrage : Sean Edwards Sophie Bockelmann Arbitre vidéo : Raphaël Adrien |
| 21 février 2025 19h00                    | Brand · Ephraums · Willott · Marais · Welch · ---- · Brand | Tirs au but 3 - 4 | Boccard · De Sloover · Van Dessel · Kina · Boon · ---- · Kina | Arbitrage : Sean Edwards Sophie Bockelmann Arbitre vidéo : Raphaël Adrien | Arbitrage : Sean Edwards Sophie Bockelmann Arbitre vidéo : Raphaël Adrien |

| Ligue professionnelle 2024-2025 Match 29 | Argentine | 0 - 1   | Belgique | Santiago del Estero Hockey Club, Santiago del Estero                       |                                                                            |
| 22 février 2025 19h00                    |           | (0 - 0) | 60e Boon | Arbitrage : Raphaël Adrien Darren Hubach Arbitre vidéo : Sophie Bockelmann | Arbitrage : Raphaël Adrien Darren Hubach Arbitre vidéo : Sophie Bockelmann |
| 22 février 2025 19h00                    | Rapport   |         |          | Arbitrage : Raphaël Adrien Darren Hubach Arbitre vidéo : Sophie Bockelmann | Arbitrage : Raphaël Adrien Darren Hubach Arbitre vidéo : Sophie Bockelmann |

| Ligue professionnelle 2024-2025 Match 33 | Belgique      | 1 - 3   | Australie                            | Santiago del Estero Hockey Club, Santiago del Estero                  |                                                                       |
| 24 février 2025 19h00                    | De Kerpel 48e | (0 - 2) | 14e Welch · 23e Ephraums · 44e Burns | Arbitrage : Sean Edwards Darren Hubach Arbitre vidéo : Maggie Giddens | Arbitrage : Sean Edwards Darren Hubach Arbitre vidéo : Maggie Giddens |
| 24 février 2025 19h00                    | Rapport       |         |                                      | Arbitrage : Sean Edwards Darren Hubach Arbitre vidéo : Maggie Giddens | Arbitrage : Sean Edwards Darren Hubach Arbitre vidéo : Maggie Giddens |

| Ligue professionnelle 2024-2025 Match 47 | Belgique                                          | 5 - 1   | Irlande     | Wilrijkse Plein, Anvers                                                    |                                                                            |
| 14 juin 2025 15h30                       | Boon 7e, 28e, 50e · Stockbroekx 22e · Duvekot 42e | (3 - 0) | 34e L. Rowe | Arbitrage : Harry Collinson Daniël Veerman Arbitre vidéo : Aleisha Neumann | Arbitrage : Harry Collinson Daniël Veerman Arbitre vidéo : Aleisha Neumann |
| 14 juin 2025 15h30                       | Rapport                                           |         |             | Arbitrage : Harry Collinson Daniël Veerman Arbitre vidéo : Aleisha Neumann | Arbitrage : Harry Collinson Daniël Veerman Arbitre vidéo : Aleisha Neumann |

| Ligue professionnelle 2024-2025 Match 51 | Belgique                  | 2 - 3   | Irlande                     | Wilrijkse Plein, Anvers                                                   |                                                                           |
| 15 juin 2025 15h30                       | De Kerpel 46e · Crols 60e | (0 - 0) | 35e L. Rowe · 43e, 58e Cole | Arbitrage : Aleisha Neumann Tim Meissner Arbitre vidéo : Lorijn de Kraker | Arbitrage : Aleisha Neumann Tim Meissner Arbitre vidéo : Lorijn de Kraker |
| 15 juin 2025 15h30                       | Rapport                   |         |                             | Arbitrage : Aleisha Neumann Tim Meissner Arbitre vidéo : Lorijn de Kraker | Arbitrage : Aleisha Neumann Tim Meissner Arbitre vidéo : Lorijn de Kraker |

| Ligue professionnelle 2024-2025 Match 55 | Belgique | 1 - 2   | Espagne                  | Wilrijkse Plein, Anvers                                               |                                                                       |
| 17 juin 2025 20h30                       | Onana 7e | (1 - 2) | 22e Basterra · 25e Avila | Arbitrage : Paul Walker Daniël Veerman Arbitre vidéo : Federico Silva | Arbitrage : Paul Walker Daniël Veerman Arbitre vidéo : Federico Silva |
| 17 juin 2025 20h30                       | Rapport  |         |                          | Arbitrage : Paul Walker Daniël Veerman Arbitre vidéo : Federico Silva | Arbitrage : Paul Walker Daniël Veerman Arbitre vidéo : Federico Silva |

| Ligue professionnelle 2024-2025 Match 58 | Belgique                                                                  | 6 - 3   | Espagne                                     | Wilrijkse Plein, Anvers                                                 |                                                                         |
| 18 juin 2025 20h30                       | Hendrickx 15e, 26e · Boon 18e · De Sloover 22e · Hellin 47e · Duvekot 59e | (4 - 0) | 46e Miralles · 51e Álvarez · 55e Pe. Cunill | Arbitrage : Aleisha Neumann Harry Collinson Arbitre vidéo : Paul Walker | Arbitrage : Aleisha Neumann Harry Collinson Arbitre vidéo : Paul Walker |
| 18 juin 2025 20h30                       | Rapport                                                                   |         |                                             | Arbitrage : Aleisha Neumann Harry Collinson Arbitre vidéo : Paul Walker | Arbitrage : Aleisha Neumann Harry Collinson Arbitre vidéo : Paul Walker |

| Ligue professionnelle 2024-2025 Match 61 | Belgique                                                                        | 6 - 3   | Inde                                  | Wilrijkse Plein, Anvers                                                 |                                                                         |
| 21 juin 2025 15h30                       | A. Van Doren 1e, 54e · Hendrickx 28e · Duvekot 49e · Stockbroekx 53e · Boon 59e | (2 - 0) | 36e Dilpreet · 38e Mandeep · 56e Amit | Arbitrage : Tim Meissner Daniël Veerman Arbitre vidéo : Aleisha Neumann | Arbitrage : Tim Meissner Daniël Veerman Arbitre vidéo : Aleisha Neumann |
| 21 juin 2025 15h30                       | Rapport                                                                         |         |                                       | Arbitrage : Tim Meissner Daniël Veerman Arbitre vidéo : Aleisha Neumann | Arbitrage : Tim Meissner Daniël Veerman Arbitre vidéo : Aleisha Neumann |

| Ligue professionnelle 2024-2025 Match 65 | Belgique                                         | 3 - 4   | Inde                                           | Wilrijkse Plein, Anvers                                                    |                                                                            |
| 22 juin 2025 15h30                       | De Sloover 8e · Stockbroekx 34e · Labouchère 41e | (1 - 1) | 21e, 35e Sukhjeet · 36e Amit · 59e Harmanpreet | Arbitrage : Daniël Veerman Harry Collinson Arbitre vidéo : ALeisha Neumann | Arbitrage : Daniël Veerman Harry Collinson Arbitre vidéo : ALeisha Neumann |
| 22 juin 2025 15h30                       | Rapport                                          |         |                                                | Arbitrage : Daniël Veerman Harry Collinson Arbitre vidéo : ALeisha Neumann | Arbitrage : Daniël Veerman Harry Collinson Arbitre vidéo : ALeisha Neumann |

| Ligue professionnelle 2024-2025 Match 69 | Belgique                                 | 3 - 1   | Angleterre | Wilrijkse Plein, Anvers                                                 |                                                                         |
| 28 juin 2025 13h00                       | Duvekot 13e · Hendrickx 20e · Wegnez 42e | (2 - 0) | 48e Payton | Arbitrage : Ole Ingwersen Kamilé Mockaityté Arbitre vidéo : Ivona Makar | Arbitrage : Ole Ingwersen Kamilé Mockaityté Arbitre vidéo : Ivona Makar |
| 28 juin 2025 13h00                       | Rapport                                  |         |            | Arbitrage : Ole Ingwersen Kamilé Mockaityté Arbitre vidéo : Ivona Makar | Arbitrage : Ole Ingwersen Kamilé Mockaityté Arbitre vidéo : Ivona Makar |

| Ligue professionnelle 2024-2025 Match 71 | Belgique                                   | 4 - 4             | Angleterre                                        | Wilrijkse Plein, Anvers                                               |                                                                       |
| 29 juin 2025 13h00                       | Hellin 12e · Hendrickx 35e · Boon 38e, 50e | (1 - 2)           | 9e Roper · 17e Calnan · 55e Wallace · 57e Sanford | Arbitrage : Ben Göntgen Ivona Makar Arbitre vidéo : Kamilé Mockaityté | Arbitrage : Ben Göntgen Ivona Makar Arbitre vidéo : Kamilé Mockaityté |
| 29 juin 2025 13h00                       | Rapport                                    |                   |                                                   | Arbitrage : Ben Göntgen Ivona Makar Arbitre vidéo : Kamilé Mockaityté | Arbitrage : Ben Göntgen Ivona Makar Arbitre vidéo : Kamilé Mockaityté |
| 29 juin 2025 13h00                       | Boon · De Sloover · A. Van Doren · Wegnez  | Tirs au but 3 - 0 | Rushmere · Wallace · Roper                        | Arbitrage : Ben Göntgen Ivona Makar Arbitre vidéo : Kamilé Mockaityté | Arbitrage : Ben Göntgen Ivona Makar Arbitre vidéo : Kamilé Mockaityté |

| Championnat d'Europe 2025 Poule A - Match 3 | Belgique | 10 - 1  | Autriche    | SparkassenPark, Mönchengladbach                                          |                                                                          |
| 9 août 2025 11h00                           | Van Oost 16e · Boon 17e, 39e · Stockbroekx 34e · Hendrickx 35e, 51e · De Kerpel 40e · Duvekot 53e · Kina 57e · De Sloover 60e | (2 - 1) | 15e Winkler | Arbitrage : Tim Meissner Alex Fedenczuk Arbitre vidéo : Lorijn de Kraker | Arbitrage : Tim Meissner Alex Fedenczuk Arbitre vidéo : Lorijn de Kraker |
| 9 août 2025 11h00                           | Rapport |         |             | Arbitrage : Tim Meissner Alex Fedenczuk Arbitre vidéo : Lorijn de Kraker | Arbitrage : Tim Meissner Alex Fedenczuk Arbitre vidéo : Lorijn de Kraker |

| Championnat d'Europe 2025 Poule A - Match 7 | Belgique               | 2 - 4   | Pays-Bas                            | SparkassenPark, Mönchengladbach                                   |                                                                   |
| 10 août 2025 17h15                          | Onana 16e · Hellin 35e | (1 - 2) | 10e, 47e Pieters · 22e, 55e Janssen | Arbitrage : Alison Keogh Paul Walker Arbitre vidéo : Tim Meissner | Arbitrage : Alison Keogh Paul Walker Arbitre vidéo : Tim Meissner |
| 10 août 2025 17h15                          | Rapport                |         |                                     | Arbitrage : Alison Keogh Paul Walker Arbitre vidéo : Tim Meissner | Arbitrage : Alison Keogh Paul Walker Arbitre vidéo : Tim Meissner |

| Championnat d'Europe 2025 Poule A - Match 10 | Espagne                   | 2 - 1   | Belgique      | SparkassenPark, Mönchengladbach                                        |                                                                        |
| 12 août 2025 14h45                           | Alonso 15e · Basterra 28e | (2 - 1) | 18e De Kerpel | Arbitrage : Coen van Bunge Rachel Williams Arbitre vidéo : Paul Walker | Arbitrage : Coen van Bunge Rachel Williams Arbitre vidéo : Paul Walker |
| 12 août 2025 14h45                           | Rapport                   |         |               | Arbitrage : Coen van Bunge Rachel Williams Arbitre vidéo : Paul Walker | Arbitrage : Coen van Bunge Rachel Williams Arbitre vidéo : Paul Walker |

| Championnat d'Europe 2025 Poule C - Match 14 | Belgique                  | 2 - 1   | Angleterre | SparkassenPark, Mönchengladbach                                           |                                                                           |
| 14 août 2025 14h45                           | Stockbroekx 6e · Boon 48e | (1 - 1) | 15e Ward   | Arbitrage : Tim Meissner Marcin Grochal Arbitre vidéo : Sophie Bockelmann | Arbitrage : Tim Meissner Marcin Grochal Arbitre vidéo : Sophie Bockelmann |
| 14 août 2025 14h45                           | Rapport                   |         |            | Arbitrage : Tim Meissner Marcin Grochal Arbitre vidéo : Sophie Bockelmann | Arbitrage : Tim Meissner Marcin Grochal Arbitre vidéo : Sophie Bockelmann |

| Championnat d'Europe 2025 Poule C - Match 17 | Belgique                                                                      | 7 - 1   | Pologne       | SparkassenPark, Mönchengladbach                                         |                                                                         |
| 16 août 2025 10h30                           | Stockbroekx 18e · Boon 20e, 54e · Hellin 23e · De Kerpel 39e · Onana 39e, 47e | (4 - 0) | 45e Jarzyński | Arbitrage : Tim Meissner Alex Fedenczuk Arbitre vidéo : Rebecca Edwards | Arbitrage : Tim Meissner Alex Fedenczuk Arbitre vidéo : Rebecca Edwards |
| 16 août 2025 10h30                           | Rapport                                                                       |         |               | Arbitrage : Tim Meissner Alex Fedenczuk Arbitre vidéo : Rebecca Edwards | Arbitrage : Tim Meissner Alex Fedenczuk Arbitre vidéo : Rebecca Edwards |

| Sultan Azlan Shah Cup 2025 Poule - Match 3 | Malaisie | -   | Belgique | Sultan Azlan Shah Stadium, Ipoh |                             |
| 22 novembre 2025 20h30                     |          | (-) |          | Arbitrage : Arbitre vidéo :     | Arbitrage : Arbitre vidéo : |

| Sultan Azlan Shah Cup 2025 Poule - Match 5 | Allemagne | -   | Belgique | Sultan Azlan Shah Stadium, Ipoh |                             |
| 23 novembre 2025 18h15                     |           | (-) |          | Arbitrage : Arbitre vidéo :     | Arbitrage : Arbitre vidéo : |

| Sultan Azlan Shah Cup 2025 Poule - Match 8 | Belgique | -   | Inde | Sultan Azlan Shah Stadium, Ipoh |                             |
| 25 novembre 2025 18h15                     |          | (-) |      | Arbitrage : Arbitre vidéo :     | Arbitrage : Arbitre vidéo : |

| Sultan Azlan Shah Cup 2025 Poule - Match 10 | Belgique | -   | Canada | Sultan Azlan Shah Stadium, Ipoh |                             |
| 26 novembre 2025 16h00                      |          | (-) |        | Arbitrage : Arbitre vidéo :     | Arbitrage : Arbitre vidéo : |

| Sultan Azlan Shah Cup 2025 Poule - Match 13 | Irlande | -   | Belgique | Sultan Azlan Shah Stadium, Ipoh |                             |
| 28 novembre 2025 16h00                      |         | (-) |          | Arbitrage : Arbitre vidéo :     | Arbitrage : Arbitre vidéo : |

| Sultan Azlan Shah Cup 2025 | Belgique | -   | Équipe ????? | Sultan Azlan Shah Stadium, Ipoh |                             |
| 29 novembre 2025           |          | (-) |              | Arbitrage : Arbitre vidéo :     | Arbitrage : Arbitre vidéo : |

## Les joueurs
| Joueurs             | Joueurs            | LP 2024-2025    | LP 2024-2025 | LP 2024-2025 | LP 2024-2025 | LP 2024-2025 | LP 2024-2025 | LP 2024-2025 | LP 2024-2025 | LP 2024-2025 | LP 2024-2025 | LP 2024-2025 | LP 2024-2025 |          | EURO 2025 | EURO 2025 | EURO 2025 | EURO 2025 | EURO 2025 |          | Sultan Azlan Shah Cup 2025 | Sultan Azlan Shah Cup 2025 | Sultan Azlan Shah Cup 2025 | Sultan Azlan Shah Cup 2025 | Sultan Azlan Shah Cup 2025 | Sultan Azlan Shah Cup 2025 |
| ------------------- | ------------------ | --------------- | ------------ | ------------ | ------------ | ------------ | ------------ | ------------ | ------------ | ------------ | ------------ | ------------ | ------------ | -------- | --------- | --------- | --------- | --------- | --------- | -------- | -------------------------- | -------------------------- | -------------------------- | -------------------------- | -------------------------- | -------------------------- |
| Joueurs             | Joueurs            | Gardiens de but |              |              |              |              |              |              |              |              |              |              |              |          |           |           |           |           |           |          |                            |                            |                            |                            |                            |                            |
| Simon Vandenbroucke | Waterloo Ducks HC  | r               | r            | X            | r            | r            | X            | r            | r            | r            | X            | r            | r            |          | r         | r         | r         | r         | X         |          |                            |                            |                            |                            |                            |                            |
| Loic van Doren      | KHC Dragons        | X               | X            | r            | X            | X            | r            | X            | X            | X            | r            | X            | X            | X        | X         | X         | X         | r         |           |          |                            |                            |                            |                            |                            |                            |
| Vincent Vanasch     | Royal Orée THB     | /               | /            | /            | /            | /            | /            | /            | /            | /            | /            | /            | /            | /        | /         | /         | /         | /         |           |          |                            |                            |                            |                            |                            |                            |
| Défenseurs          |                    |                 |              |              |              |              |              |              |              |              |              |              |              |          |           |           |           |           |           |          |                            |                            |                            |                            |                            |                            |
| Arthur van Doren    | Braxgata HC        | X               | X            | X            | X            | X            | /            | X            | X            | X            | X            | X            | X            |          | X         | X         | X         | X         | X         |          |                            |                            |                            |                            |                            |                            |
| Maxime van Oost     | Waterloo Ducks HC  | 6e              | 4e           | /            | 4e           | X            | 3e           | /            | 4e           | X            | 4e           | 3e           | 3e           | 4e       | 4e        | 3e        | 3e        | 4e        |           |          |                            |                            |                            |                            |                            |                            |
| Tommy Willems       | Waterloo Ducks HC  | X               | X            | 3e           | X            | 4e           | X            | X            | /            | 2e           | 3e           | X            | 3e           | X        | 4e        | 3e        | 3e        | 4e        |           |          |                            |                            |                            |                            |                            |                            |
| Gauthier Boccard    | Royal Léopold Club | 6e              | 3e           | /            | 4e           | Retraite     | Retraite     | Retraite     | Retraite     | Retraite     | Retraite     | Retraite     | Retraite     | Retraite | Retraite  | Retraite  | Retraite  | Retraite  | Retraite  | Retraite | Retraite                   | Retraite                   | Retraite                   | Retraite                   | Retraite                   | Retraite                   |
| Alexander Hendrickx | La Gantoise HC     | /               | /            | X            | /            | /            | 3e           | X            | X            | X            | /            | 3e           | X            |          | X         | X         | X         | X         | X         |          |                            |                            |                            |                            |                            |                            |
| Arthur de Sloover   | HC Oranje-Rood     | X               | X            | X            | X            | X            | X            | /            | X            | X            | X            | X            | X            | X        | X         | X         | X         | X         |           |          |                            |                            |                            |                            |                            |                            |
| Hugo Labouchère     | Royal Orée THB     | /               | /            | 5e           | 5e           | 4e           | /            | 3e           | 5e           | 3e           | X            | /            | /            | /        | /         | /         | /         | /         |           |          |                            |                            |                            |                            |                            |                            |
| Olivier Biekens     | Braxgata HC        | X               | /            | X            | X            | X            | X            | 5e           | X            | /            | X            | /            | /            | /        | /         | /         | /         | /         |           |          |                            |                            |                            |                            |                            |                            |
| Milieux de terrain  |                    |                 |              |              |              |              |              |              |              |              |              |              |              |          |           |           |           |           |           |          |                            |                            |                            |                            |                            |                            |
| Arno van Dessel     | Royal Herakles HC  | X               | X            | 4e           | 4e           | /            | /            | /            | /            | /            | /            | 6e           | 7e           |          | X         | 3e        | X         | X         | X         |          |                            |                            |                            |                            |                            |                            |
| Lucas Balthazar     | Royal Uccle Sport  | 5e              | X            | /            | /            | 3e           | X            | X            | 4e           | /            | 3e           | X            | X            | X        | X         | X         | X         | X         |           |          |                            |                            |                            |                            |                            |                            |
| Guillaume Hellin    | La Gantoise HC     | X               | 4e           | X            | /            | X            | X            | X            | X            | 4e           | X            | X            | X            | 4e       | X         | 4e        | X         | X         |           |          |                            |                            |                            |                            |                            |                            |
| Victor Foubert      | KHC Dragons        | /               | /            | /            | /            | /            | X            | X            | 5e           | 5e           | 5e           | X            | X            | /        | /         | /         | /         | /         |           |          |                            |                            |                            |                            |                            |                            |
| Antoine Kina        | La Gantoise HC     | X               | X            | X            | X            | /            | /            | /            | /            | /            | /            | /            | /            | X        | X         | X         | r         | r         |           |          |                            |                            |                            |                            |                            |                            |
| Victor Wegnez       | Waterloo Ducks HC  | /               | 4e           | /            | X            | X            | X            | X            | X            | X            | X            | X            | X            | X        | X         | X         | X         | X         |           |          |                            |                            |                            |                            |                            |                            |
| Tobias Biekens      | Braxgata HC        | 6e              | 3e           | 3e           | /            | 6e           | 5e           | /            | X            | X            | X            | /            | /            | /        | /         | /         | /         | /         |           |          |                            |                            |                            |                            |                            |                            |
| Attaquants          |                    |                 |              |              |              |              |              |              |              |              |              |              |              |          |           |           |           |           |           |          |                            |                            |                            |                            |                            |                            |
| Thibeau Stockbroekx | HC Oranje-Rood     | X               | X            | /            | 4e           | X            | X            | X            | X            | X            | X            | X            | X            |          | 4e        | X         | X         | X         | X         |          |                            |                            |                            |                            |                            |                            |
| William Ghislain    | Waterloo Ducks HC  | /               | 3e           | 5e           | X            | /            | 3e           | 2e           | 5e           | /            | 3e           | /            | /            | /        | /         | /         | /         | /         |           |          |                            |                            |                            |                            |                            |                            |
| Nicolas de Kerpel   | Royal Herakles HC  | /               | X            | X            | X            | X            | 3e           | 4e           | /            | X            | X            | 4e           | 4e           | 2e       | X         | 4e        | 5e        | 4e        |           |          |                            |                            |                            |                            |                            |                            |
| Louis de Backer     | Royal Léopold Club | /               | /            | /            | /            | /            | 5e           | 6e           | /            | /            | /            | /            | /            | /        | /         | /         | /         | /         |           |          |                            |                            |                            |                            |                            |                            |
| Roman Duvekot       | La Gantoise HC     | 5e              | /            | 4e           | X            | 2e           | /            | /            | X            | X            | X            | 3e           | 3e           | 5e       | 4e        | X         | X         | X         |           |          |                            |                            |                            |                            |                            |                            |
| Tom Boon            | Royal Léopold Club | X               | X            | X            | X            | X            | X            | X            | X            | X            | /            | X            | X            | 6e       | X         | X         | X         | X         |           |          |                            |                            |                            |                            |                            |                            |
| Nelson Onana        | Royal Léopold Club | 4e              | /            | X            | 3e           | 4e           | /            | X            | 3e           | 2e           | /            | 4e           | 3e           | X        | 5e        | 5e        | 5e        | 4e        |           |          |                            |                            |                            |                            |                            |                            |
| Thomas Crols        | KHC Dragons        | X               | X            | X            | /            | X            | X            | 4e           | /            | 5e           | 6e           | X            | X            | X        | 4e        | 4e        | 5e        | 2e        |           |          |                            |                            |                            |                            |                            |                            |

Un « X » indique un joueur qui commence le match sur le terrain.
Un « r » indique un joueur qui était parmi les remplaçants mais qui n'est pas monté au jeu.
1. ↑  Dernière sélection officielle pour le joueur.
2. 1 2  Première sélection officielle pour le joueur.